# پایکوواتس
پایکوواتس (به صربی: Pajkovac) یک منطقهٔ مسکونی در صربستان است که در ورورین واقع شده‌است. پایکوواتس ۱۴۲ نفر جمعیت دارد.